# 5311 Rutherford
Az 5311 Rutherford (ideiglenes jelöléssel (5311) 1981 GD1) a Naprendszer kisbolygóövében található aszteroida. Gilmore és Kilmartin fedezte fel 1981. április 3-án.